# A.J. Ogilvy
Andrew James Ogilvy, detto A.J. (Sydney, 17 giugno 1988), è un ex cestista australiano con cittadinanza irlandese.

## Carriera
Con l'Australia ha disputato due edizioni dei Campionati oceaniani (2009, 2011).

## Palmarès
- Campionato tedesco: 1

Brose Bamberg: 2012-13
- Supercoppa tedesca: 1

Brose Bamberg: 2012